# MV Doña Paz
El MV Doña Paz fue un ferry filipino construido en Japón en 1963 y operado por la empresa naviera Sulpicio Lines. El domingo 20 de diciembre de 1987 colisionó con el petrolero MT Vector, causando el hundimiento de ambos y la muerte de 4386 personas, siendo este desastre considerado la mayor catástrofe marítima de la historia en tiempos de paz.

## Historia
El Doña Paz fue construido en 1963 por el astillero Onomichi Zosen de Onomichi (Hiroshima, Japón), siendo llamado originalmente Himeyuri Maru. Durante el tiempo que navegó por aguas japonesas, tenía una capacidad de 608 pasajeros.
En octubre de 1975, el barco fue vendido a Sulpicio Lines, una naviera filipina que operaba una flota de transbordadores de pasajeros. Fue rebautizado por Sulpicio Lines como Don Sulpicio. El 5 de junio de 1979, el barco fue parcialmente destruido por un incendio mientras se dirigía de Manila a Cebú. Las 1.164 personas a bordo fueron rescatadas, pero el barco quedó encallado y fue declarado una pérdida total. El barco fue recomprado a los aseguradores por Sulpicio Lines, y después fue reparado y devuelto al servicio como Doña Paz. En el momento de su hundimiento, el Doña Paz recorría la ruta de Manila-Tacloban-Catbalogan-Manila y viceversa, realizando viajes dos veces por semana.

## El naufragio

### La partida
El 20 de diciembre de 1987, a las 06:30 de la mañana, el Doña Paz partió del puerto de Tacloban (isla de Leyte) hacia Manila. Oficialmente 675 pasajeros embarcaron en Tacloban y 907 lo hicieron más tarde, sumando un total de 1583 pasajeros y 58 tripulantes, pero esa lista no reflejaba la realidad, ya que en la naviera Sulpicio Lines era una práctica común vender billetes extraoficialmente. En el Doña Paz también viajaban unos 100 hombres del ejército filipino. Se calcula que había más de 4300 personas a bordo del barco.

### Accidente e investigaciones
A las 22:00 de la noche, mientras la mayoría de los pasajeros dormían, el Doña Paz chocó contra el buque MT Vector, un pequeño petrolero de 639 Tn que iba cargado con 8.000 barriles de gasolina y queroseno. La colisión provocó una explosión que envolvió rápidamente a ambos barcos; solo 24 supervivientes del Doña Paz y 2 del Vector fueron rescatados. Los pocos sobrevivientes se vieron obligados a saltar del barco y nadar entre cuerpos carbonizados en aguas en llamas alrededor del barco; algunos usaron maletas como dispositivos de flotación improvisados. El Doña Paz se hundió dos horas después de la colisión, mientras que el Vector se hundió en cuatro horas.
Investigaciones posteriores revelaron que se cometieron una cadena de despropósitos y errores, y que hubo una clara dejación de responsabilidad por parte de las empresas propietarias de los barcos. Se descubrió que ninguno de los dos buques contaba con una radio VHF en funcionamiento. 
Sobre el Doña Paz, se descubrió que el sobrepeso y el hacinamiento impidieron un rescate correctamente organizado; y en cuanto al Vector se descubrió que navegaba sin un capitán con licencia, sin un vigía cualificado y con el timón averiado, lo cual obligaba al petrolero a navegar en zig-zag, por lo que el Vector resultaba muy difícil de gobernar.

## El monumento
Un monumento en homenaje a las víctimas del Doña Paz se encuentra en el Parque Pieta en Catbalogan. Ubicado junto a la Iglesia de San Bartolomé y el Colegio de Santa María de Catbalogan, el parque ahora sirve como un espacio público para los familiares y amigos de las víctimas.

## Los restos
El 13 de abril de 2019 el RV Petrel localizó los restos del naufragio del Doña Paz, siendo divulgadas posteriormente imágenes de vídeo el 19 de diciembre de ese mismo año. El pecio del Doña Paz se encuentra de pie a una profundidad de 500 metros (1640 pies). El pecio del Vector se encontró a 2200 metros (7218 pies) de distancia en el mismo estado. Ambos pecios están en buenas condiciones.

## En la cultura popular
En la versión asiática del canal National Geographic, el 25 de agosto de 2009 se estrenó un documental sobre el MV Doña Paz titulado El Titanic de Asia.
En 2018 se estrenó una película de terror filipina titulada Aurora, inspirada en los acontecimientos de la tragedia.